# Eleição municipal de São Carlos em 2000
A eleição municipal de São Carlos em 2000 foi o 13.º pleito eleitoral realizado na história do município. Ocorreu oficialmente em 1 de outubro e foi disputada em turno único, dado que São Carlos por não ter 200 000 eleitores registrados e aptos ao voto, não atende ao critério eleitoral definido pelo inciso II do artigo n.º 29 da Constituição Federal para a realização de um 2.º turno caso nenhum dos candidatos a prefeito alcance maioria absoluta dos votos. Neste caso, o(a) vencedor(a) é escolhido por maioria simples.
Segundo dados do Tribunal Superior Eleitoral, 122 754 eleitores compunham o eleitorado são-carlense apto a eleger 1 prefeito, 1 vice–prefeito e 21 vereadores para a Câmara Municipal em 2000.

## Candidaturas oficiais
Foi a partir desta eleição que passou a vigorar no âmbito municipal a Lei n.º 9100/1995, responsável por regulamentar as atividades desempenhadas pelos partidos políticos, estabecendo dentre outras regras a possibilidade de formação de coligações partidárias tanto para as eleições majoritárias que escolhem os prefeitos quanto para as eleições proporcionais de lista aberta que escolhem os vereadores.
| N.º | Nome              | Partido | Vice                           | Coligação                                                                               | Situação   |
| --- | ----------------- | ------- | ------------------------------ | --------------------------------------------------------------------------------------- | ---------- |
| 13  | Newton Lima       | PT      | Rosilene dos Santos (PT)       | Para renovar São Carlos PT / PCdoB                                                      | Eleito     |
| 14  | Dagnone de Melo   | PTB     | Dorival Penteado (PMDB)        | São Carlos: Ação e Construção PTB / PMDB / PPB / PDT / PSC / PPS / PFL / PSB / PSD      | Não eleito |
| 16  | Eraldo Strumiello | PSTU    | Hermínio Pereira (PSTU)        | partido isolado                                                                         | Não eleito |
| 17  | Paulo Eugeni      | PSL     | João Paulo Prata Vieira (PSL)  | partido isolado                                                                         | Não eleito |
| 27  | Rubinho           | PSDC    | Aparecida Pessuto Silva (PSDC) | partido isolado                                                                         | Não eleito |
| 36  | Elias Grinberg    | PRN     | Erivelto Pegorin (PRN)         | partido isolado                                                                         | Não eleito |
| 45  | Paulo Altomani    | PSDB    | Lucas Perroni Júnior (PRTB)    | Vida Nova, São Carlos PSDB / PRTB / PST / PL / PAN / PGT / PHS / PMN / PV / PRP / PTdoB | Não eleito |

## Resultados eleitorais

### Poder Executivo
Após a aprovação da Emenda Constitucional n.º 16/1997, que instituiu a reeleição para cargos do Poder Executivo em todas as esferas de governo (federal, estadual e municipal), o prefeito de São Carlos à época, Dagnone de Melo (PTB) buscou obter um 2.º mandato consecutivo, porém acabou sendo derrotado por margem ínfima de votos pelo candidato Newton Lima (PT), ex-reitor da UFSCar, que obteve 39,94% dos votos válidos contra 39,81% obtidos pelo prefeito em exercício. Esta foi a primeira vitória de um candidato progressista e de esquerda na história política de São Carlos, que beneficiou-se politicamente do fato de que Dagnone de Melo enfrentava problemas judiciais, chegando a ser cassado durante o mandato exercido entre 1997 e 2000.
| Candidatos a prefeito(a)   | Candidatos a prefeito(a) | Candidatos a vice-prefeito(a)  | Votação | Votação     |
| Candidatos a prefeito(a)   | Candidatos a prefeito(a) | Candidatos a vice-prefeito(a)  | Total   | Porcentagem |
| -------------------------- | ------------------------ | ------------------------------ | ------- | ----------- |
|                            | Newton Lima (PT)         | Rosilene dos Santos (PSB)      | 40 342  | 39,94%      |
|                            | Dagnone de Melo (PTB)    | Dorival Penteado (PMDB)        | 40 214  | 39,81%      |
|                            | Paulo Altomani (PSDB)    | Lucas Perroni Júnior (PRTB)    | 11 878  | 11,76%      |
|                            | Rubinho (PSDC)           | Aparecida Pessuto Silva (PSDC) | 7 513   | 7,44%       |
|                            | Paulo Eugeni (PSL)       | João Paulo Prata Vieira (PSL)  | 720     | 0,71%       |
|                            | Eraldo Strumiello (PSTU) | Hermínio Pereira (PSTU)        | 267     | 0,26%       |
|                            | Elias Grinberg (PRN)     | Erivelto Pegorin (PRN)         | 84      | 0,08%       |
| Total de votos válidos     | Total de votos válidos   | Total de votos válidos         | 101 018 | 101 018     |
| Votos apurados             |                          |                                |         |             |
| Votos válidos              | Votos válidos            | Votos válidos                  | 101 018 | 93,10%      |
| Votos em branco            | Votos em branco          | Votos em branco                | 2 510   | 2,31%       |
| Votos nulos                | Votos nulos              | Votos nulos                    | 4 975   | 4,59%       |
| Total de votos apurados    | Total de votos apurados  | Total de votos apurados        | 108 503 | 108 503     |
| Participação do eleitorado |                          |                                |         |             |
| Comparecimentos            | Comparecimentos          | Comparecimentos                | 108 503 | 88,39%      |
| Abstenções                 | Abstenções               | Abstenções                     | 14 251  | 11,61%      |
| Total de eleitores aptos   | Total de eleitores aptos | Total de eleitores aptos       | 122 754 | 122 754     |
| Fonte: Fundação SEADE      |                          |                                |         |             |

### Poder Legislativo
No sistema proporcional, pelo qual são eleitos os vereadores, o voto dado a um(a) candidato(a) é primeiro considerado para a coligação da qual o partido em que ele(a) é filiado(a) faz parte. O total de votos da coligação é o que define quantas cadeiras o partido terá. Definidas as cadeiras, os candidatos(as) mais votados(as) do partido são chamados a ocupá-las.
Abaixo encontram-se os candidatos a vereador eleitos, reeleitos e os que ficaram como suplentes para a 13.ª legislatura, iniciada em 1 de janeiro de 2001 e concluída em 31 de dezembro de 2004.
| N.º   | Candidato(a)          | Coligação         | Votos obtidos | Porcentagem | Situação      |
| ----- | --------------------- | ----------------- | ------------- | ----------- | ------------- |
| 13252 | Silvana Donatti       | PT / PCdoB        | 3 386         | 3,36%       | Eleito(a)     |
| 11611 | Catharino             | PPB               | 2 456         | 2,44%       | Reeleito(a)   |
| 18111 | Caio Sales            | PST / PL / PRP    | 2 040         | 2,02%       | Eleito(a)     |
| 15112 | Müller                | PTB / PMDB        | 1 813         | 1,80%       | Reeleito(a)   |
| 11640 | Marquinho Amaral      | PPB               | 1 779         | 1,77%       | Reeleito(a)   |
| 13606 | Lui                   | PT / PCdoB        | 1 732         | 1,72%       | Reeleito(a)   |
| 15555 | Diana Cury            | PTB / PMDB        | 1 660         | 1,65%       | Reeleito(a)   |
| 13612 | Lineu Navarro         | PT / PCdoB        | 1 631         | 1,62%       | Reeleito(a)   |
| 45601 | Walcynir Bragatto     | PSDB / PRTB / PAN | 1 613         | 1,60%       | Reeleito(a)   |
| 22333 | Pastor Heleno         | PST / PL / PRP    | 1 447         | 1,44%       | Eleito(a)     |
| 12611 | Fermiano              | PDT               | 1 432         | 1,42%       | Eleito(a)     |
| 12610 | Idelso Marques        | PDT               | 1 241         | 1,23%       | Reeleito(a)   |
| 14001 | Baiano                | PTB / PMDB        | 1 221         | 1,21%       | Reeleito(a)   |
| 14144 | Laíde da UIPA         | PTB / PMDB        | 1 206         | 1,20%       | Eleito(a)     |
| 13610 | Géria                 | PT / PCdoB        | 1 198         | 1,19%       | Eleito(a)     |
| 25636 | Ratinho Rubinho       | PFL               | 1 123         | 1,11%       | Reeleito(a)   |
| 14008 | José Paulo Gomes      | PTB / PMDB        | 1 076         | 1,07%       | Reeleito(a)   |
| 25650 | Armando Paschoal      | PFL               | 1 048         | 1,04%       | Suplente      |
| 11609 | José Bento            | PPB               | 1 047         | 1,04%       | Suplente      |
| 23632 | Azuaite               | PPS / PSC         | 948           | 0,94%       | Reeleito(a)   |
| 41222 | Robertinho da Banda   | PSD               | 902           | 0,90%       | Eleito(a)     |
| 14114 | Talarico              | PTB / PMDB        | 870           | 0,86%       | Suplente      |
| 15123 | Carlos Bertoldi       | PTB / PMDB        | 842           | 0,84%       | Suplente      |
| 23622 | Zé Maurício           | PPS / PSC         | 830           | 0,82%       | Suplente      |
| 12612 | Lídio Migliati        | PDT               | 830           | 0,82%       | Suplente      |
| 23615 | Orlando Carboni Filho | PPS / PSC         | 801           | 0,79%       | Suplente      |
| 41700 | Carlos Campos         | PSD               | 794           | 0,79%       | Eleito(a)     |
| 12626 | Andrea Mazo           | PDT               | 784           | 0,78%       | Suplente      |
| 33333 | João Vitor            | PMN / PHS         | 781           | 0,77%       | Não eleito(a) |
| 12625 | Luís Carlos           | PDT               | 755           | 0,75%       | Suplente      |
| 15621 | Hilário de Oliveira   | PTB / PMDB        | 716           | 0,71%       | Suplente      |
| 23673 | Ditinho               | PPS / PSC         | 708           | 0,70%       | Suplente      |
| 14222 | Noel                  | PTB / PMDB        | 693           | 0,69%       | Suplente      |
| 45655 | Pinheirinho           | PSDB / PRTB / PAN | 656           | 0,65%       | Eleito(a)     |